# Gubyaukgyi-Tempel

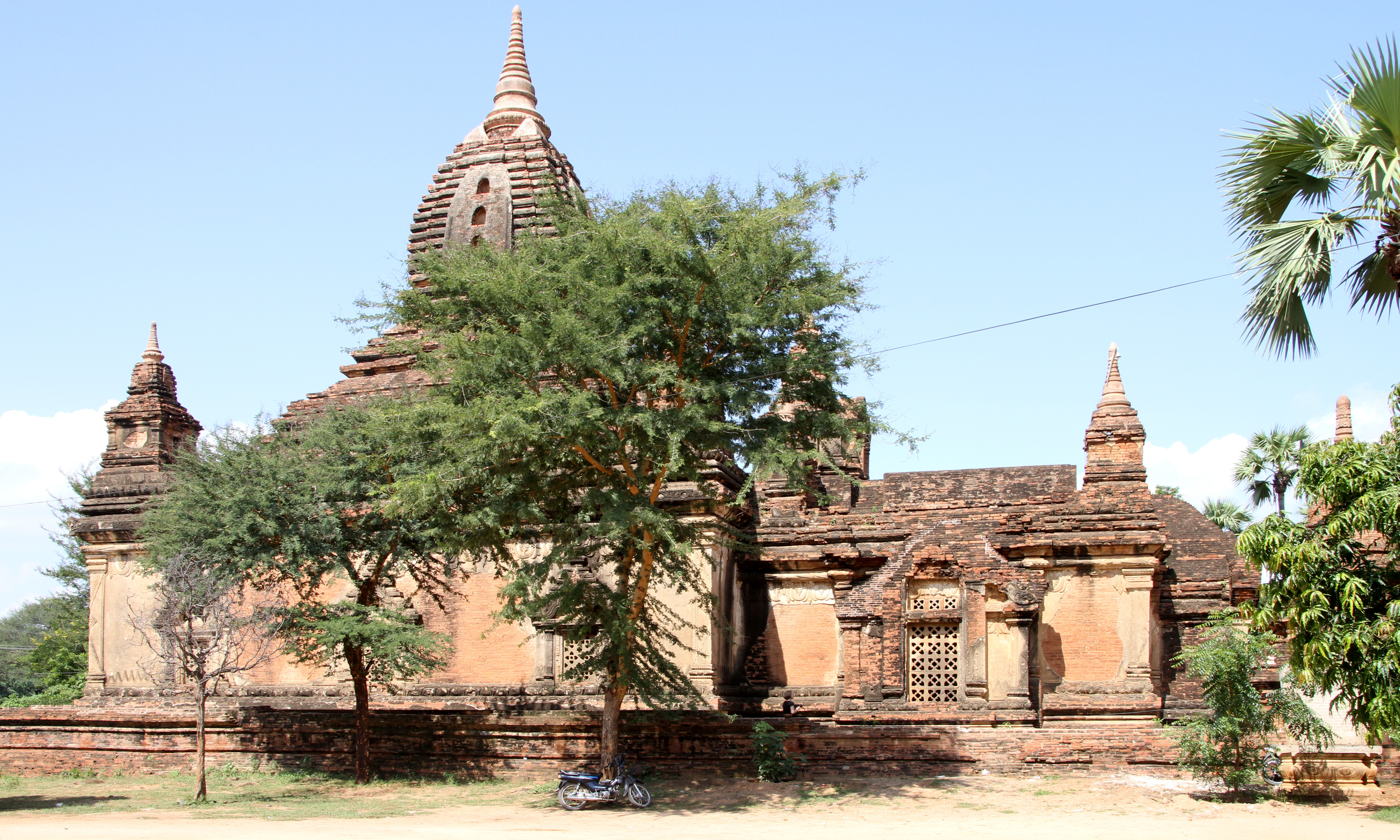
Südansicht

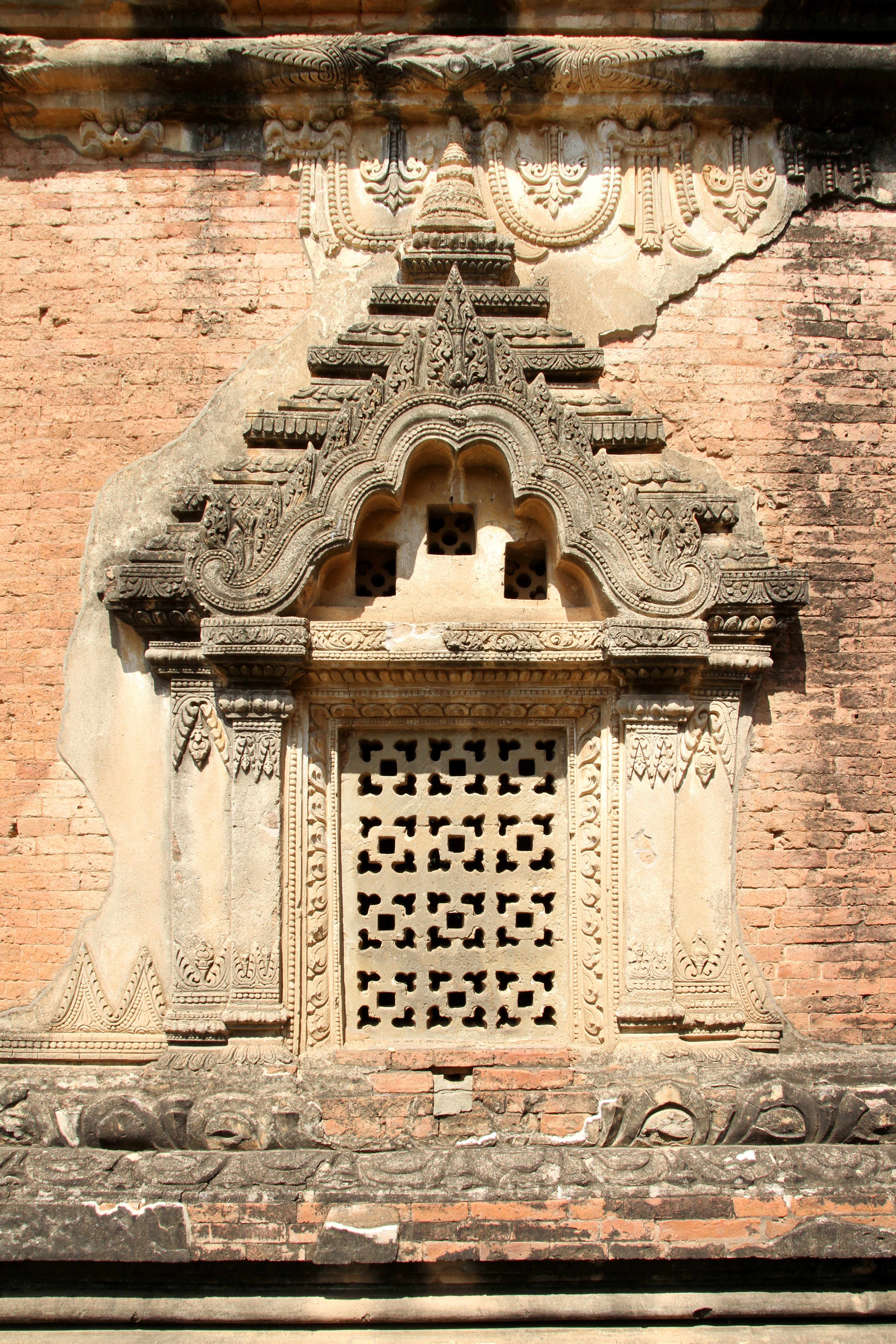
Steingitterfenster

Der Gubyaukgyi-Tempel (auch Kubyaukgyi) ist ein buddhistischer Tempel in Bagan-Myinkaba, Myanmar.

## Geschichte
Der Tempel wurde 1113 von Prinz Rajakumar, dem Sohn König Kyanzitthas, erbaut.

## Beschreibung
Das Hauptgebäude hat einen quadratischen Grundriss; im Osten ist eine Vorhalle angebaut, gekrönt wird der Bau von einem Shikhara.

Den zentralen Schrein umläuft ein Wandelgang, dessen Wände mit Malereien aus der Bauzeit des Tempels bedeckt sind; sie gehören zu den ältesten in Bagan. Im Schrein selbst finden sich gut erhaltene Darstellungen der Jatakas, die in der Sprache der Mon dokumentiert sind.

Die Außenwände zieren Stuck-Ornamente mit floralen Motiven; kunstvoll gestaltete Steingitterfenster bringen Licht in den Wandelgang.

In direkter Nachbarschaft steht die Myazedi-Pagode mit dem Stein von Rosette Burmas: ein Pfeiler, der in den Sprachen Mon, Pali, Burmesisch und Pyu beschriftet ist und die Entzifferung der Pyu-Schrift ermöglichte.